# Mag (film)
Mag – brytyjski film fantasy z 1968 roku na podstawie powieści Johna Fowlesa.

## Główne role
- Michael Caine – Nicholas Urfe
- Anthony Quinn – Maurice Conchis
- Candice Bergen – Lily
- Anna Karina – Anne
- Paul Stassino – Meli
- Julian Glover – Anton
- Takis Emmanuel – Kapetan
- George Pastell – Andreas
- Danièle Noël – Soula
- Jerome Willis – niemiecki oficer
- Ethel Farrugia – Maria
- Andreas Malandrinos – Goatherd
- Corin Redgrave – kapitan Wimmel
- John Fowles – kapitan okrętu

## Fabuła
Nicholas Urfe trafia na grecką wyspę Pheaxos. Tam przyjmuje posadę jako nauczyciel w szkole im. Lorda Byrona, gdzie jego poprzednik popełnił samobójstwo. Jest to dla niego szansa na oderwanie się ze swojego dotychczasowego życia i zerwania związku z niestabilną emocjonalnie Anne. W trakcie pobytu na wyspie poznaje tajemniczego Maurice'a Conchisa – bardzo miłego dżentelmena z towarzyszką Lily. Ten zaprasza Nicholasa do siebie. Jest świadkiem wielu tajemniczych sytuacji, a próby rozgryzienia kim jest Conchis trafiają w ślepą uliczkę.

## Nagrody i nominacje
Nagrody BAFTA 1969
- Najlepsze zdjęcia – Billy Williams (nominacja)